# Andreas Trajkovski
Andreas Trajkovski Sørensen (ur. 18 marca 1993) – duński lekkoatleta specjalizujący się w skoku w dal, od lutego 2022 reprezentujący Macedonię Północną.
Dziewiąty zawodnik mistrzostw świata juniorów młodszych (2009). W 2010 zajął piąte miejsce na igrzyskach olimpijskich młodzieży U-18, a rok później był siódmy na juniorskich mistrzostwach Europy. Wicemistrz świata juniorów z Barcelony (2012).
Okazjonalnie startuje w biegach sprinterskich oraz sztafetowych.
Medalista mistrzostw Danii i reprezentant kraju w drużynowych mistrzostwach Europy.
Rekordy życiowe: stadion – 7,91 (30 lipca 2023, Inneringen); hala – 7,87 (27 lutego 2016, Fayetteville). 6 marca 2025 w Apeldoorn Trajkovski uzyskał aktualny rekord Danii w skoku w dal – 7,85.

## Osiągnięcia
| Rok                               | Impreza                                               | Miejsce          | Pozycja           | Wynik |
| --------------------------------- | ----------------------------------------------------- | ---------------- | ----------------- | ----- |
| Reprezentacja: Dania              |                                                       |                  |                   |       |
| 2009                              | Mistrzostwa świata juniorów młodszych                 | Tyrol Południowy | 9. miejsce        | 7,32  |
| 2010                              | Kwalifikacje Europy do igrzysk olimpijskich młodzieży | Moskwa           | 6. miejsce        | 7,11  |
| 2010                              | Igrzyska olimpijskie młodzieży                        | Singapur         | 5. miejsce        | 7,33  |
| 2011                              | Mistrzostwa Europy juniorów                           | Tallinn          | 7. miejsce        | 7,50  |
| 2012                              | Mistrzostwa świata juniorów                           | Barcelona        | 2. miejsce        | 7,82  |
| 2015                              | Młodzieżowe mistrzostwa Europy                        | Tallinn          | 6. miejsce        | 7,71  |
| Reprezentacja: Macedonia Północna |                                                       |                  |                   |       |
| 2023                              | III dywizja drużynowych mistrzostw Europy             | Chorzów          | 1. miejsce        | 7,73  |
| 2024                              | Halowe mistrzostwa świata                             | Glasgow          | 12. miejsce       | 7,73  |
| 2024                              | Mistrzostwa Europy                                    | Rzym             | el. – 22. miejsce | 7,73  |
| 2025                              | Halowe mistrzostwa Europy                             | Apeldoorn        | 8. miejsce        | 7,65  |
| 2025                              | III dywizja drużynowych mistrzostw Europy             | Maribor          | 1. miejsce        | 7,83  |